# Шарлот Ангус
Шарлот Ангус (енгл. Charlotte Angus; Канзас Сити, 2. фебруар 1911 — 12. мај 1989) била је америчка уметница.

## Биографија
Рођена је 2. фебруара 1911. у Канзас Ситију. Преселила се и одрасла у Филаделфију када је била млада. Студирала је на Универзитету уметности и тамошњем клубу графичких скица пре него што се запослила у рекламној агенцији, коју је изгубила због Велике кризе. Потом се, 1936. године, укључила у Савезни уметнички пројекат, почев од сликања сетова за Савезни позоришни пројекат и даље доприносећи индексу америчког дизајна. На крају пројекта 1942. године студирала је израду нацрта, добијајући посао сликара у Морнаричком ваздухопловном медицинском центру у Филаделфији. Такође је креирала плакате за Works Progress Administration. Удала се за Џона Стефанака 1947. године и настанила се с њим у југозападној Пенсилванији, где је наставила да излаже своју уметност и где је умрла.
Литографија компаније Ангус, Derelicts, у власништву је музеја уметности. Многа дела које је произвела тренутно се налазе у Националној галерији уметности у Вашингтону. Такође је радила у музеју уметности Неварк.